# Wapen van Drogenbos

Het wapen van Drogenbos sinds 1947.

Het Wapen van Drogenbos is het heraldisch wapen van de Belgische gemeente Drogenbos. Het wapen werd voor het eerst op 1 februari 1947 toegekend en op 16 september 1988 bevestigd.

## Geschiedenis
Het wapen is gebaseerd op dat van de hertogen van Aremberg (Huis Arenberg), die de laatste eigenaars van Drogenbos waren (1691-1798). Het oudst gekende zegel van Drogenbos dateert uit 1295 en toont het wapen van de familie Berthout (de toenmalige heren van Drogenbos). Op latere zegels is slechts de patroonheilige van Drogenbos, Sint Nicolaas, afgebeeld. Het is pas vanaf halverwege de 18e eeuw dat Drogenbos het wapen van Aremberg zou beginnen voeren.

## Blazoen
Het huidige wapen heeft de volgende blazoenering:
In keel drie vijfbladen van goud, doorboord van het veld. Het schild omringd door de ordeketen van het Gulden Vlies en geplaatst op een mantel van purper, gevoerd van hermelijn, met franjes van goud; het geheel getopt met een prinsenkroon van het Heilige Roomse Rijk.

## Verwant wapen

Wapen van de hertogen van Aremberg of Arenberg.
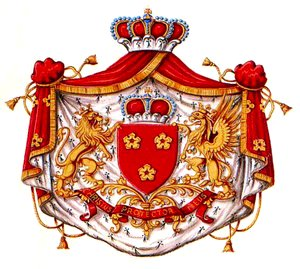
Familiewapen van de hertogen van Arenberg.
Wapen van Herk-de-Stad.
Wapen van Lummen.
Wapen van Scherpenheuvel-Zichem.